# Emanuele Fenzi
Emanuele Fenzi (8 avril 1784, Florence – 10 janvier 1875, Florence), est un financier et homme politique italien.

## Biographie
Fils du juriste Cav. Jacopo Orazio Fenzi, il prend la direction de Bosi, Mazzarelli & Co. en 1805. Son sens entrepreneurial conduit au succès économique de l'entreprise.
En 1810, il achète un immeuble sur Corso dei Tintori et épouse la fille d'un aristocrate milanais, la comtesse Ernesta Paffetta dei Lamberti. Ils ont quatre enfants. 
La même année, avec d'autres membres de Bosi, Mazzarelli & Co, il fonde Bandi, Orsi, Fenzi & C., spécialisée dans la fabrication et la vente de tabac et a gagné le monopole de l'industrie du tabac au Grand-Duché de Toscane entre 1814 et 1820.
En 1821, Fenzi créé la Banca Fenzi, qui devait bientôt se ramifier dans toute l'Italie et en Europe. Il ouvre une branche sur la Piazza della Signoria et, à partir de 1829, il acquiert un Palazzo sur la Via San Gallo qui devait devenir le Palazzo Fenzi (en), mis en vente après l'extinction de la famille Marucelli.
En 1835, Fenzi saisit l'occasion de financer la construction prévue de la ligne de chemin de fer entre Florence et le port de Livourne, le chemin de fer Leopolda, avec l'entrepreneur franco-suisse Pierre Senn de Livourne, concluant ainsi un contrat avec le gouvernement grand-ducal en 1838. Le chemin de fer a été l'un des premiers en Italie et a été nommé Leopolda en l'honneur du Grand-Duc Léopold II de Toscane.
La maison de banque de Livorno de Senn a rejoint la firme florentine de Fenzi pour sécuriser la concession de la Strada Ferrata Leopolda, conçue pour relier Livourne à Florence par Empoli. La ligne, débuté en 1841, est achevé en juin 1848. En 1845, le désir d'un réseau de chemins de fer conduit, selon une estimation, à seize projets qui se trouvaient sur le bureau du grand-duc pour examen.
Il est membre du Sénat toscan entre 1848 et 1849 et a été parmi les plus grands partisans du retour du Grand-Duc en Toscane. Après la chute du Grand-Duc, il est devenu sénateur du nouveau Royaume d'Italie en 1860, après avoir juré fidélité au nouveau gouvernement.

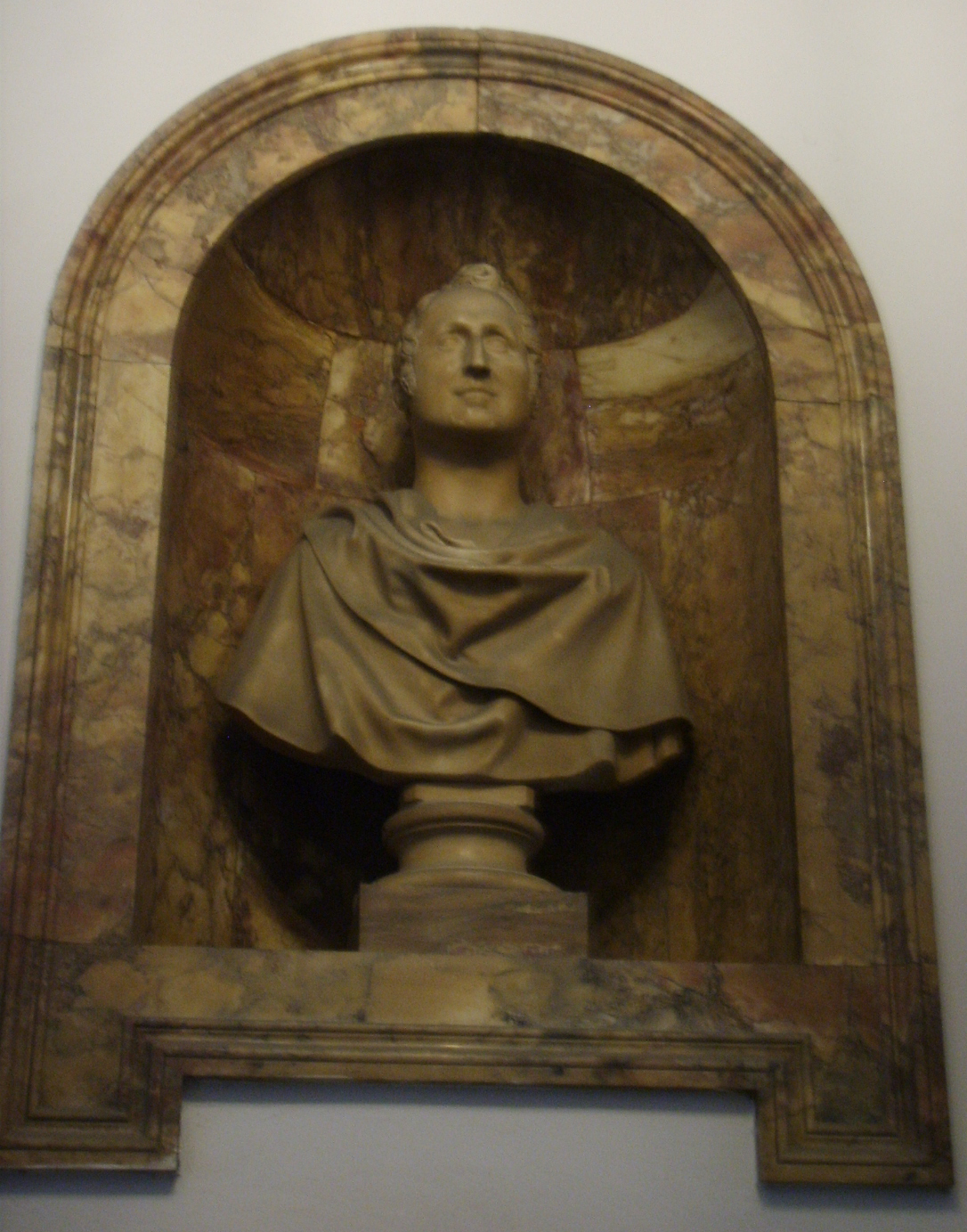
Buste d'Emanuele Fenzi.

Il est chevalier de l'ordre de Saint-Étienne, pape et martyr et de l'ordre de Saint-Joseph. 
Il est le grand-père de Emanuele Orazio Fenzi et l'arrière grand-père d'Ida Fenzi (en).

## Sources
- (en) Cet article est partiellement ou en totalité issu de l’article de Wikipédia en anglais intitulé « Emanuele Fenzi » (voir la liste des auteurs).